# Vellugtende agermåne
Vellugtende Agermåne (Agrimonia procera) er en 50-180 cm høj flerårig urt med en opret vækst. Den blomstrer i juni-august og bliver enten bestøvet af insekter eller selvbestøver.

## Beskrivelse
Vellugtende Agermåne har gule blomster på en behåret stængel. Bladene er mørkegrønne på oversiden og lysegrønne til grågrønne på undersiden; formen af bladene er spidstandede. Frugterne er kegeleformede og har børster. Den har pælerod i form af rhizom.

## Voksested
Vellugtende Agermåne er udbredt i det meste af Europa fra det sydlige Sverige og Finland over Midt- og Vest til Sydeuropa og mod øst til Ukraine. Den vokser typisk i ungskove, langs skovveje, ved hække og landeveje. I Danmark er den blandt andet fundet i Nordsjælland og Himmerland.
| Portal | Portal:Botanik |

## Note
1. ↑  "Observationer af Vellugtende Agermåne". fugleognatur.dk. Hentet 2015-09-16.